# Myiotheretes
Myiotheretes is een geslacht van zangvogels uit de familie van de tirannen (Tyrannidae).

## Soorten
Het geslacht omvat de volgende soorten:
- Myiotheretes fumigatus – Roetkleurige struiktiran
- Myiotheretes fuscorufus – Roodbuikstruiktiran
- Myiotheretes pernix – Santamartastruiktiran
- Myiotheretes striaticollis – Streepkeelstruiktiran